# José Cañizares Domene
José Cañizares Domene (Villena, 3 de mayo de 1887 - Ciudad de México, 15 de junio de 1969) fue un agricultor, sindicalista y político socialista español, destacado dirigente del sindicalismo agrario durante la etapa final de la restauración y la Segunda República en la provincia de Alicante, que llegó a ser alcalde de Villena.
Miembro de la Unión General de Trabajadores (UGT) y del Partido Socialista Obrero Español (PSOE) desde 1907, desarrolló una intensa actividad en la extensión y fortalecimiento del sindicalismo agrario de clase en la provincia de Alicante y en las comarcas y localidades próximas a Villena, siendo uno de los fundadores de la Federación Nacional de Trabajadores de la Tierra que posteriormente se convirtió en la Federación Española de Trabajadores de la Tierra (FETT) como sindicato propio dentro de UGT. Después de promover la Federación Comarcal Agrícola con agricultores y labradores de la actual Comunidad Valenciana, Comunidad de Murcia y provincia de Albacete, asistió por vez primera como representante de la misma al XIII Congreso de UGT en 1918, representación que, de una u otra manera, mantuvo durante los siguientes congresos en 1922, 1927, 1928 y 1932, bien de organizaciones locales (Petrel, Almansa, Yecla) o bien regionales. Fue presidente de la FETT en la provincia de Alicante hasta 1939.
En el ámbito político, fue presidente de la Agrupación Socialista de Villena, siendo elegido por vez primera como concejal del ayuntamiento de su localidad natal en 1920, tras haber sufrido cárcel como consecuencia de su participación en las protestas posteriores a la crisis de 1917. Asistió como delegado a los Congresos del PSOE de 1928 y el extraordinario de 1930, siendo elegido concejal en las elecciones de 1931 que dieron lugar a la proclamación de la Segunda República. En la constitución del ayuntamiento de Villena el 16 de abril fue elegido alcalde por aclamación, cargo que ostentó hasta que la Guardia Civil, a petición del gobernador civil y como consecuencia de la revolución de 1934, instó al nombramiento de un nuevo alcalde, Rafael Bonastre, siendo Cañizares encarcelado a finales de octubre. Fue repuesto en su cargo como alcalde el 20 de febrero de 1936 al cesarse a los miembros de las gestoras nombrados por el gobierno de la CEDA. En abril de dicho año fue elegido compromisario para la elección del Presidente de la República y en junio, en mes antes del golpe de Estado que dio lugar a la Guerra Civil, Cañizares dimitió debido a su oposición a la represión ejercida por las fuerzas de seguridad sobre los trabajadores de Villena, siendo sustituido por el también socialista José Maruenda Sentana.
Durante la guerra fue miembro del Comité Provincial de Alicante del Frente Popular en representación de la FETT de UGT y presidente de la Cooperativa Agrícola Socialista Provincial. A punto de finalizar la guerra y al tiempo de que las tropas de la división Littorio entraban en Alicante, embarco en el buque Stanbrook camino del exilio, primero a Orán y luego a México, donde llegó en 1942, Allí, junto a Luis Deltell, Antonio Escribano y Rodolfo Llopis, participó en la edición de las publicaciones Alianza y Tribuna.